# Clion (Charente-Maritime)
 Clion  ist eine französische Gemeinde mit 847 Einwohnern (Stand 1. Januar 2022) im Département Charente-Maritime in der Region Nouvelle-Aquitaine; sie gehört zum Arrondissement Jonzac und zum Kanton Jonzac.
Nachbargemeinden von Clion sind Saint-Georges-Antignac im Norden, Lussac im Osten, Saint-Germain-de-Lusignan und Saint-Hilaire-du-Bois im Süden, Saint-Sigismond-de-Clermont im Südwesten, Saint-Genis-de-Saintonge im Westen und Mosnac im Nordwesten.

## Bevölkerungsentwicklung
| Jahr      | 1962 | 1968 | 1975 | 1982 | 1990 | 1999 | 2008 | 2017 |
| Einwohner | 701  | 679  | 596  | 715  | 743  | 723  | 771  | 813  |

## Sehenswürdigkeiten
- Kirche Saint-André (siehe auch: Liste der Monuments historiques in Clion (Charente-Maritime))

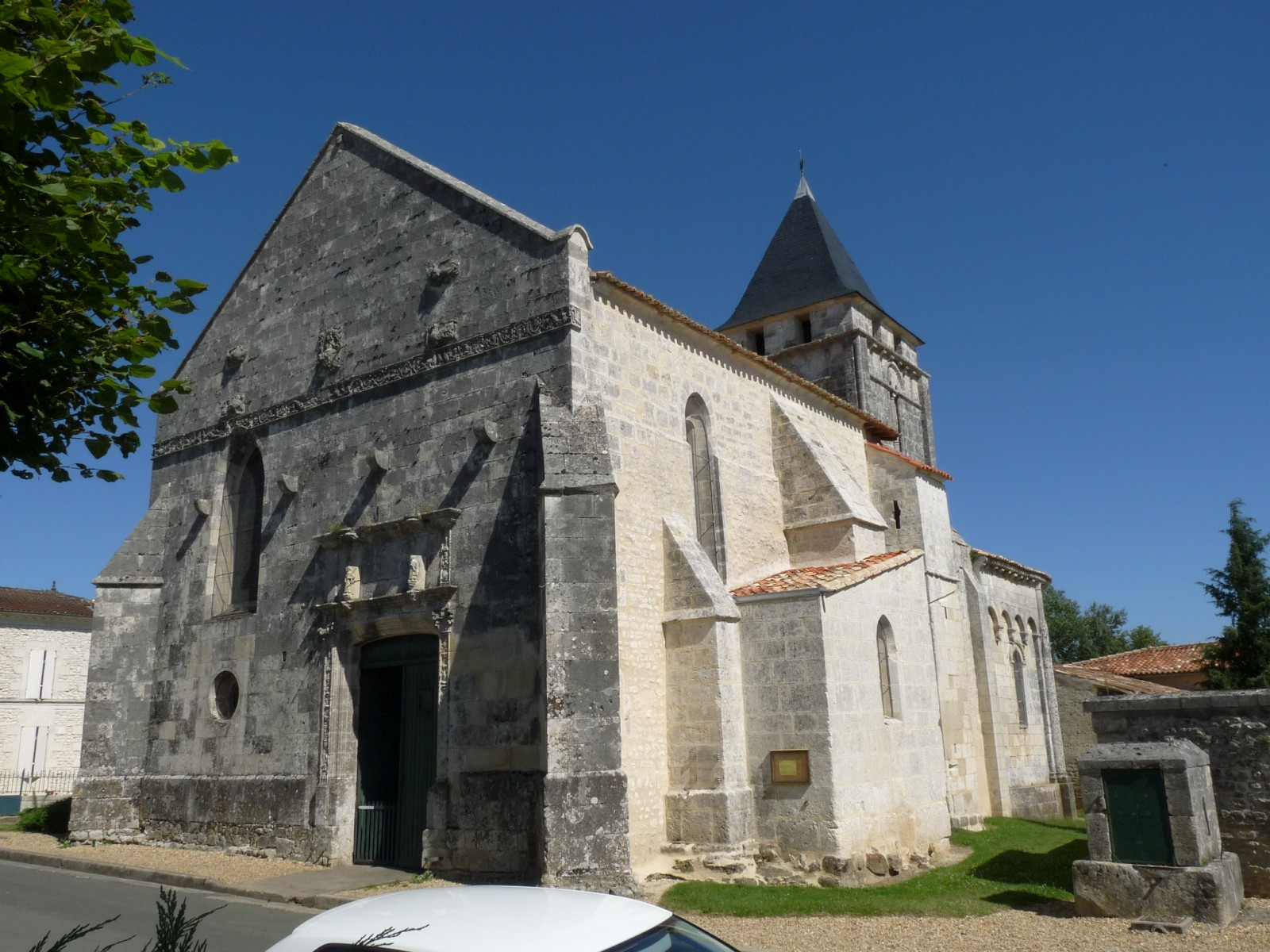
Kirche Saint-André